# پان تادئوش (رمان)
پان تادِئوش (با عنوان کامل استاد تادئوش، یا آخرین چپاول در لیتوانی: داستان اشراف سال‌های ‎۱۸۱۱–۱۸۱۲ در دوازده کتاب؛ لهستانی: Pan Tadeusz, czyli ostatni zajazd na Litwie. Historia szlachecka z roku 1811 i 1812 we dwunastu księgach wierszem) از برجسته‌ترین سروده‌های حماسی و ملی لهستان نوشتهٔ آدام میتسکیه‌ویچ است که در ۲۸ ژوئن ۱۸۳۴ در پاریس به چاپ رسید. این اثر این یکی از آخرین اشعار حماسی بزرگ ادبیات اروپا محسوب می‌شود و خواندن آن در مدارس لهستان اجباری است. در ۲۰۱۴ این اثر در فهرست لهستان در حافظهٔ جهانی یونسکو گنجانده شد.
در ۱۹۹۹ فیلمی درام با نام پان تادئوش به کارگردانی آندری وایدا ساخته شده‌است.

## پس‌زمینه
پان تادئوش، رمانی منظوم از دنیای اشراف لیتوانیایی در آستانه ورود ارتش ناپلئون، با استفاده از شعر غنایی، ترانه، کنایه و واقع گرایی نگاشته شده‌است.
داستان پان تادئوش در لیتوانیِ تحت اشغالِ روسیه در ‎،۱۸۱۱–۱۸۱۲ دوران نوجوانیِ خود میتسکیه‌ویچ می‌گذرد که لهستان و لیتوانی دو «ملت خواهر»، از ناپلئون به عنوان ناجی استقبال کردند تا ننگ ناشی از تجزیهٔ سرزمین‌هایشان بین روسیه، پروس و اتریش (بین سال‌های ‎۱۷۷۲–۱۷۹۵) را پاک کنند و عزت دو ملت احیا شود. قصه روایتی از پنج روز در سال ۱۸۱۱ و یک روز در سال ۱۸۱۲ است. میتسکیه‌ویچ در این اثر حماسی سَرمَتی‌ها را به شیوه‌ای رنگارنگ، اغلب در تضاد و توطئه علیه یکدیگر، به تصویر کشیده که با پیوندی میهن‌پرستانه و امید مشترک به آیندهٔ لهستان و بازگرداندن استقلال پس از سال‌ها اشغال، متحد شده‌اند.

## داستان
تادئوش جوان از ویلنیوس محل تحصیلش به ملک خانوادگی خود در سُپلیتسُوو در جایی دورافتاده بازمی‌گردد که در اشغال روسیه قرار دارد. او یتیم است و نزد عمویش، قاضی‌ای که املاک را می‌گرداند و برادر کوچک یاتسِک سُپلیتسا، پدر گمشده‌اش، بزرگ شده‌است. تادئوش در بدو ورود توسط مباشر و دوست خانوادگیشان مورد استقبال قرار می‌گیرد که در مورد جلسه دادرسی‌ای بین قاضی و کنت هورِشکو به او اطلاع می‌دهد؛ موضوع مربوط به قلعه‌ای است که در تملک یکی از خویشان دور هورشکو، اشراف‌زادهٔ قدرتمندی به نام پانتلِر هورِشکو بوده و خیلی پیشتر به قتل رسیده‌است. دادرسی توسط حاجب، دوست و مهمان قاضی انجام می‌گیرد. تادئوش همچنین به زنی جوان به نام زُشا، نوهٔ پانتلِر علاقمند است، اما با تِلیمِنا، مستخدم او نیز سَر و سِرّی دارد.
در همین حین، کنت هورشکو به بازدید قلعه می‌رود؛ گِروازی، نگهبان و خدمتکار قدیمی مرحوم پانتلِر از او استقبال می‌کند. کنت که رغبت چندانی به قلعه ندارد، قصد خود مبنی بر چشم‌پوشی از دادرسی را به گروازی برملا می‌کند. گروازی در پاسخ داستان درگیری بین خانوادهٔ سُپلیتسا و هورشکو را به کنت نقل می‌کند. پانتلر اغلب یاتسِک سُپلیتسا، پدر تادئوش را به قلعه دعوت می‌کرد، زیرا یاتسک در میان اشراف‌زادگان سطح پائینتر بسیار محبوب بود. یاتسک آرزوی ازدواج با دختر پانتلر را در سر داشت، اما توسط پانتلر رد شد. بعداً، هنگامی که نیروهای روسی در جریان قیام سال ۱۷۴۹ به قلعه یورش بردند، یاتسک به‌طور ناگهانی به آنجا آمد و به پانتلر شلیک کرد. گروازی سوگند یاد کرد که انتقام اربابش را بگیرد، اما یاتسک ناپدید شد. کنت که در مورد درگیری با سپلیتساها تهییج شده، نظر خود را در مورد قلعه تغییر می‌دهد و تصمیم بر بازپس‌گیری قلعه از قاضی می‌گیرد.
خبری در مورد یک خرس سرگردان در جنگلِ نزدیک گسترش می‌یابد. شکار بزرگی ترتیب داده می‌شود که تادئوش، مباشر، کنت و گروازی در آن شرکت می‌کنند. خرس به تادئوش و کنت هر دو حمله می‌کند. آنها توسط پدر رُباک، راهب سیسترسی، که غیرمنتظره ظاهر می‌شود و به خرس شلیک می‌کند، نجات می‌یابند. پس از شکار، قاضی تصمیم به برگزاری ضیافتی می‌گیرد. خدمتکار او پرُتازی توصیه می‌کند که این کار را در قلعه انجام دهد تا به همه نشان دهد که قاضی میزبان آن است. در طول جشن، زمانی که گروازی قاضی را متهم به تصرف و تجاوز می‌کند، پرُتازی هم او را به همان اتهام متهم می‌کند و گروازی به او حمله می‌کند و دعوا شروع می‌شود. کنت از گروازی دفاع می‌کند و ادعا دارد که قلعه متعلق به خودش است؛ با دعوت تادئوش از کنت به دوئل در روز بعد، دعوا متوقف می‌شود. کنت با عصبانیت آنجا را ترک می‌کند و به گروازی دستور می‌دهد تا با حمایت اشراف سطح پائینتر روستاهای مجاور برای مقابله با سُپلیتساها به خشونت متوسل شوند.
پدر روباک با قاضی ملاقات می‌کند و او را به خاطر حادثهٔ قلعه سرزنش می‌کند. او به قاضی یادآوری می‌کند که برادرش، یاتسک، از او خواسته که با هورشکوها صلح کند تا قتل پانتلِر جبران شود. برای این منظور یاتسک ترتیب داده تا زُشا توسط سپلیتساها بزرگ شود و با تادئوش ازدواج کند تا دو خانواده با یکدیگر صلح کنند. پدر روباک همچنین در مورد ارتش بزرگ ناپلئون که به زودی به لیتوانی می‌رسد و اینکه لهستانی‌ها باید به جای جنگیدن بر سر اختلافات کوچک برای مبارزه با روس‌ها متحد شوند، صحبت می‌کند. قاضی مشتاق مبارزه با روس‌ها است، اما ادعا می‌کند که کنت جوان‌تر است و باید او ابتدا عذرخواهی کند.
اشراف فقیر به ندای گروازی گرد هم می‌آیند. آنها در مورد سازماندهی قیام علیه نیروهای روسی اشغالگر و اخبار مربوط به ارتش ناپلئون که از پدر روباک شنیده‌اند، بحث می‌کنند. گروازی آنها را متقاعد می‌کند که باید ابتدا با سپلیتساها مبارزه کنند.
کنت به زودی به عمارت سپلیتسا می‌رسد و با کمک حامیان جدیدش همه خانواده را گروگان می‌گیرد. با این حال، روز بعد، نیروهای روسی مستقر در نزدیکی مداخله کرده و پیروان کنت، از جمله گروازی را دستگیر می‌کنند. نیروهای روس تحت فرماندهی دو تن قرار دارد؛ سرگرد پووت یک نظامی لهستانی که در ارتش روس کار می‌کند و کاپیتان ریکو، روسی که با لهستانی‌ها همفکر است. قاضی سعی می‌کند سرگرد پووت را متقاعد کند که کل موضوع فقط نزاع بین دو همسایه بوده و اینکه هیچ شکایتی علیه کنت ندارد. اما پووت حامیان کنت را شورشی می‌داند. قاضی با بی‌میلی روس‌ها را در خانه خود می‌پذیرد و به توصیه پدر روباک آنها را مست می‌کند، سپس روباک اشراف را آزاد می‌کند. تادئوش وقتی می‌بیند سرگرد پووت در حالت مستی به تلیمنا نزدیک می‌شود به او مشت می‌زند و درگیری شروع می‌شود. در جریان نزاع، پدر روباک جان گروازی را نجات می‌دهد ولی به شدت مجروح می‌شود. کاپیتان ریکو در نهایت نبرد را تسلیم می‌کند و سرگرد پووت ناپدید می‌شود.
پس از آن، قاضی سعی می‌کند به ریکو رشوه دهد تا حادثه را مسکوت نگاه دارد. او پول را رد می‌کند، اما وعده می‌دهد که کل ماجرا به گردن سرگرد پووت می‌افتد که در مستی دستور حمله داده‌است. گروازی اعتراف می‌کند که پووت را کشته‌است.
در شب، پدر روباک در حال مرگ به گروازی نشان می‌دهد که در واقع یاتسک سُپلیتسا است. او داستان را از نگاه خود نقل می‌کند: او و دختر پانتلر عاشق هم بودند. پانتلر وانمود می‌کرد که از این موضوع اطلاعی ندارد و فقط به دلایل سیاسی با یاتسک دوستی داشت. یاتسک از این بازی رنج می‌برد تا اینکه پانتلر نظر وی را دربارهٔ نامزدی مرد دیگری برای دخترش خواست، پس از آن یاتسک قصد کرد دیگر به قلعه نرود. او شاهد هجوم روس‌ها به قلعه بود. با دیدن پانتلر پیروز و مغرور، یاتسک غرق در اندوه و عصبانیت شده و پانتلر را می‌کشد. گروازی از انتقام خود دست می‌کشد، زیرا یاتسک او و کنت را نجات داده و جان خود را به خطر انداخته‌است. او همچنین فاش می‌کند که پانتلر در حال مرگ نشانه‌ای از بخشیدن قاتل خود داده‌است. پدر روباک می‌میرد.
اشرافی که در نبرد علیه روس‌ها شرکت کردند، از جمله تادئوش و کنت، مجبور به ترک کشور می‌شوند، زیرا در خطر دستگیری توسط مقامات روسی هستند. یک سال بعد آنها به عنوان سرباز لهستانی در ارتش ناپلئون بازمی‌گردنند. گِروازی و پرُتازی که اکنون دوست هستند، خاطرات یک سال قبل را به یاد می‌آورند. تادئوش و زُشا نامزد می‌کنند.

## نگارخانه

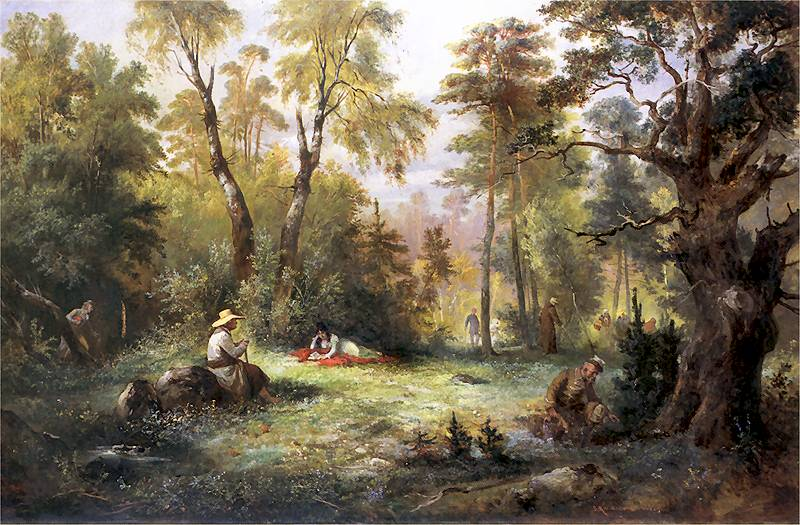
چیدن قارچ، تصویر کتاب سوم حدود ۱۸۶۰
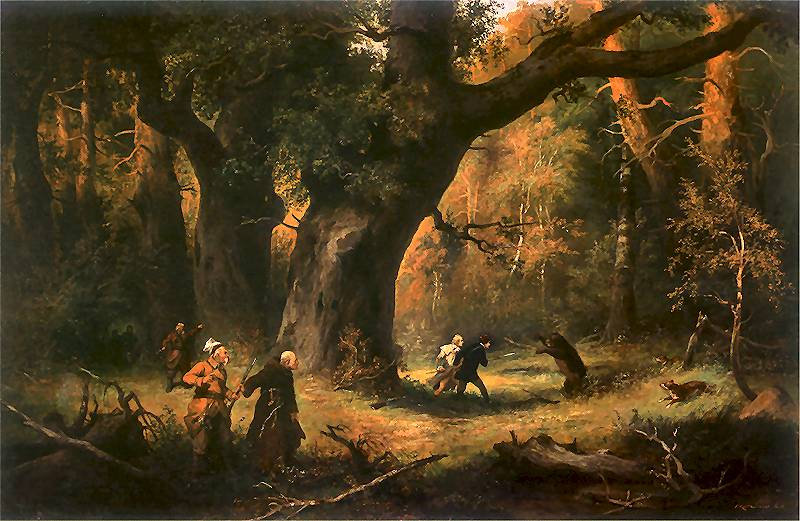
شکار، تصویر کتاب چهارم
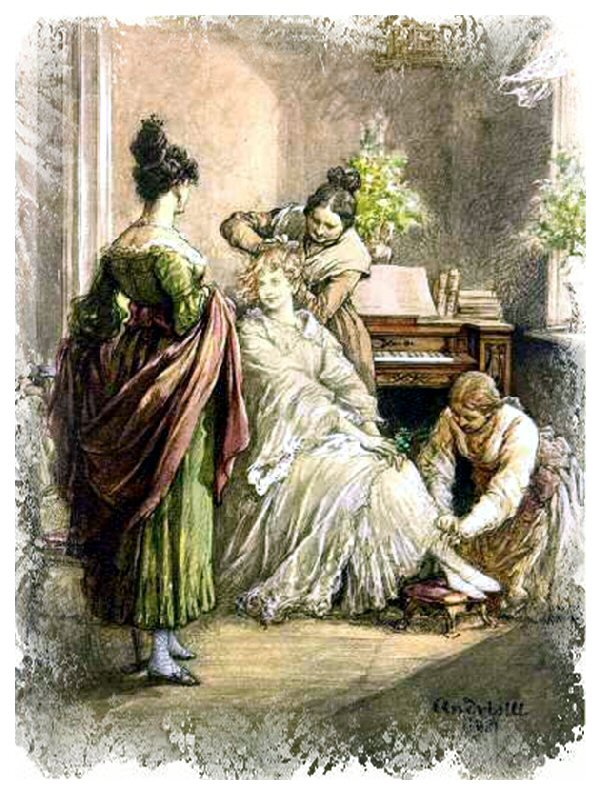
کتاب پنجم، ۱۸۸۱
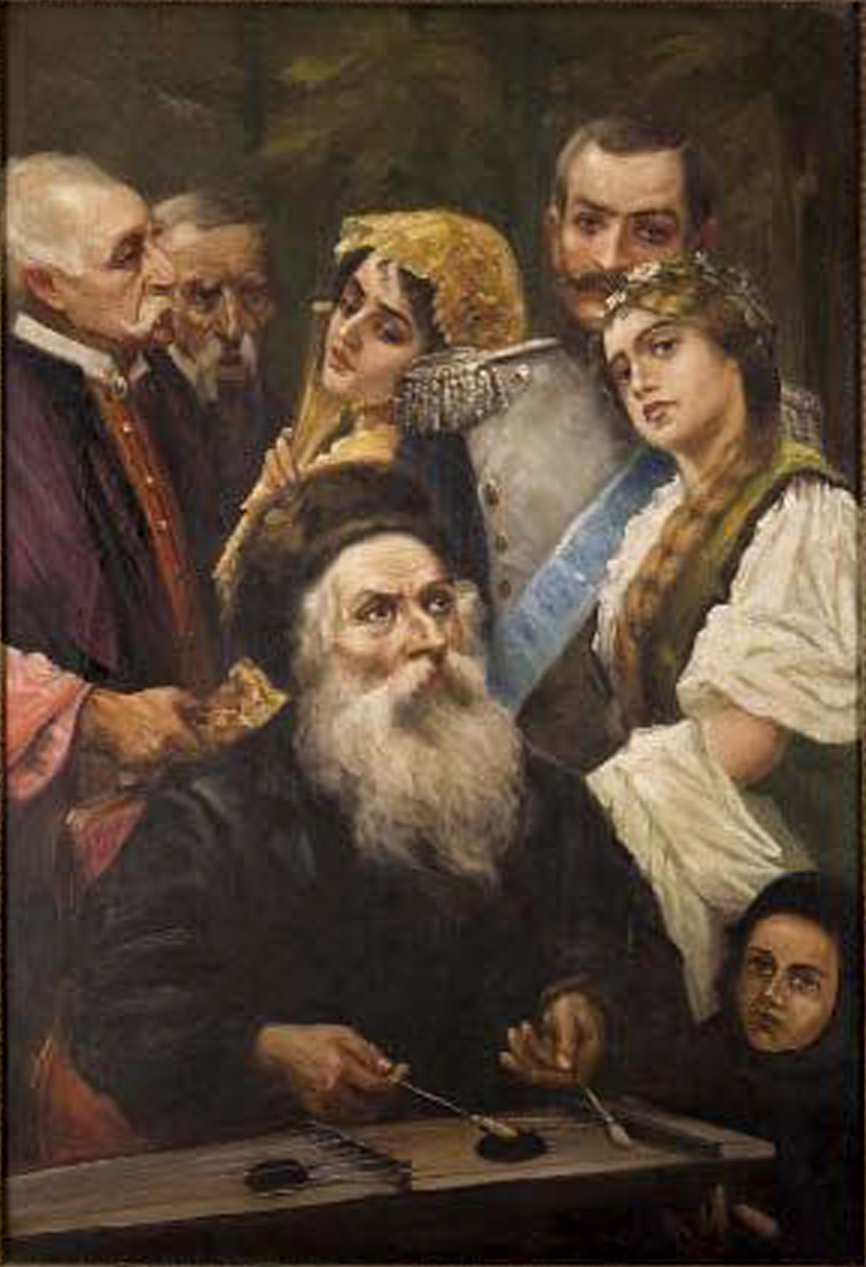
کنسرت یانکیل، رنگ روغن روی بوم اثر مائریتسی ترِمباچ (‎۱۸۶۱-۱۹۴۱)

## یادداشت
1. ↑  Soplicowo، بخشی از شهر اوتووتسک
2. ↑  Jacek Soplica
3. ↑  Pantler Horeszko
4. ↑  Zosia
5. ↑  Telimena
6. ↑  Gerwazy
7. ↑  Protazy
8. ↑  Płut
9. ↑  Ryków